# Marstrands församling
Marstrands församling är en församling i Göta Älvdalens kontrakt i Göteborgs stift. Församlingen ligger i Kungälvs kommun i Västra Götalands län och ingår i Torsby pastorat.
Församlingen omfattar tätorten Marstrand med omgivningar på Marstrandsön och på Koön i södra Bohuslän, med omgivande skär och småöar. Församlingen ligger i den västligaste delen av Kungälvs kommun och omsluts av Lycke församling, vilken omfattar en del av fastlandet samt större öar omkring Marstrand.

## Administrativ historik
Församlingen har medeltida ursprung. 1682 utbröts Karlstens slottsförsamling som återgick 1883. 
Församlingen utgjorde till 1962 ett eget pastorat med undantag av tiden mellan 1682 och 1883 då den var moderförsamling i ett pastorat med Karlstens slottsförsamling. Från 1962 annexförsamling i pastoratet Torsby, Harestad, Lycke och Marstrand.

## Kyrkobyggnader
I Marstrands församling finns förutom kyrkan även ett gravkapell och en prästgård som fungerar som en församlingsgård.

### Marstrands kyrka
Huvudkyrka i församlingen är Marstrands kyrka som har anor från 1200- eller 1300-talet.

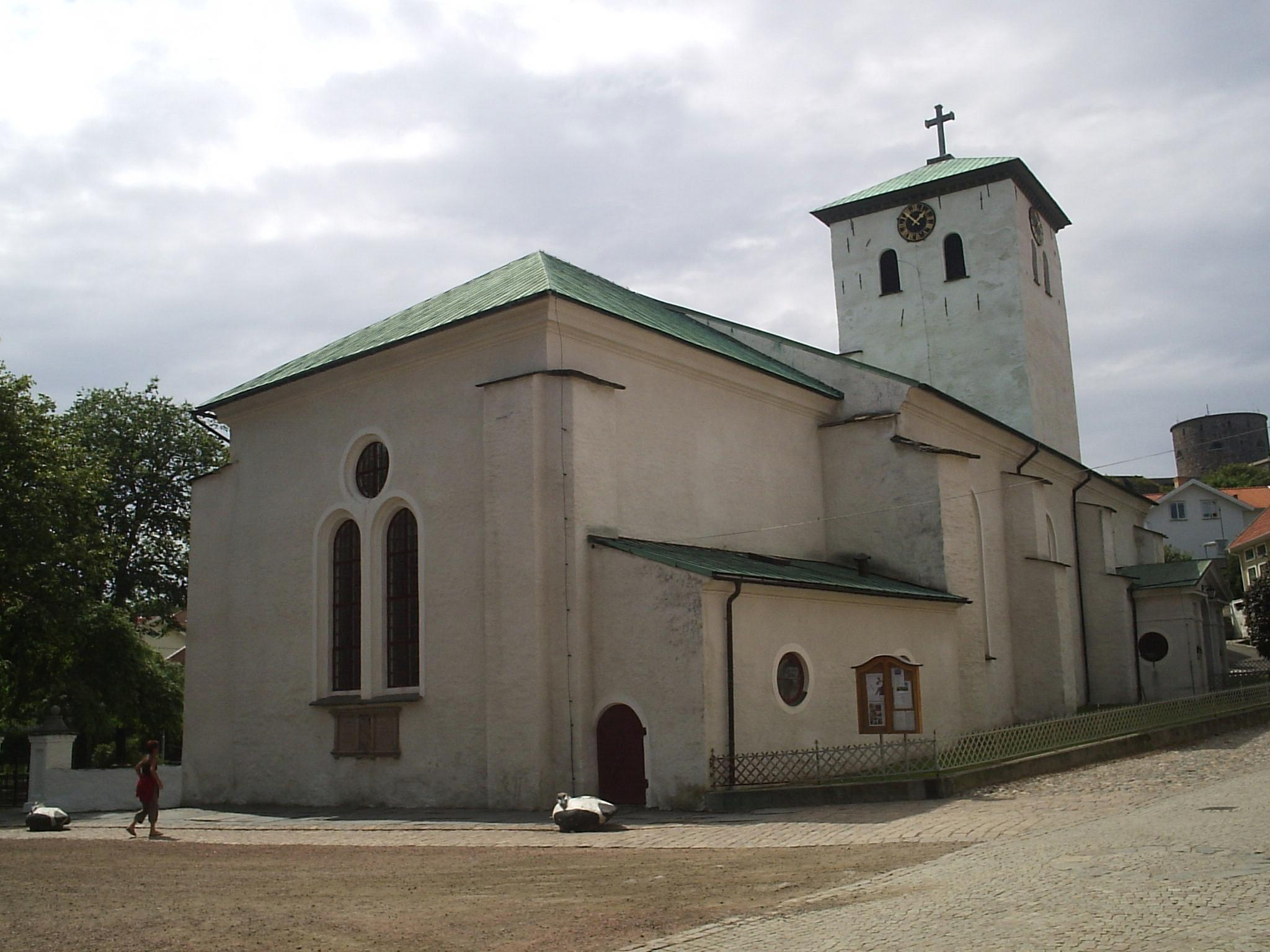
Marstrands kyrka från sydost
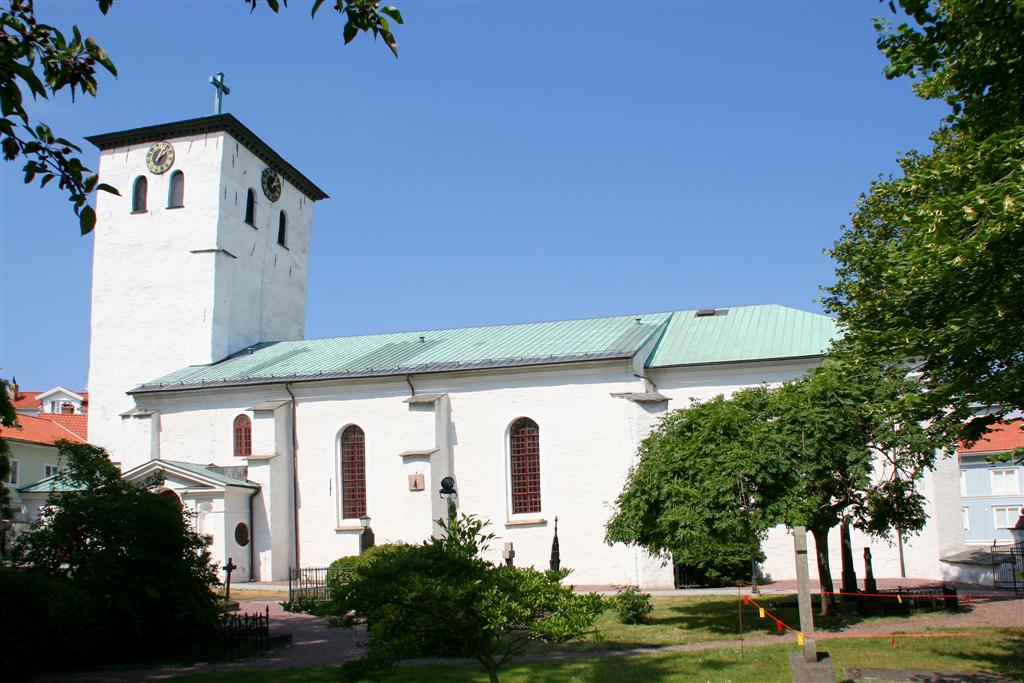
Marstrands kyrka från norr. Lägg märke till det något sneda stentornet
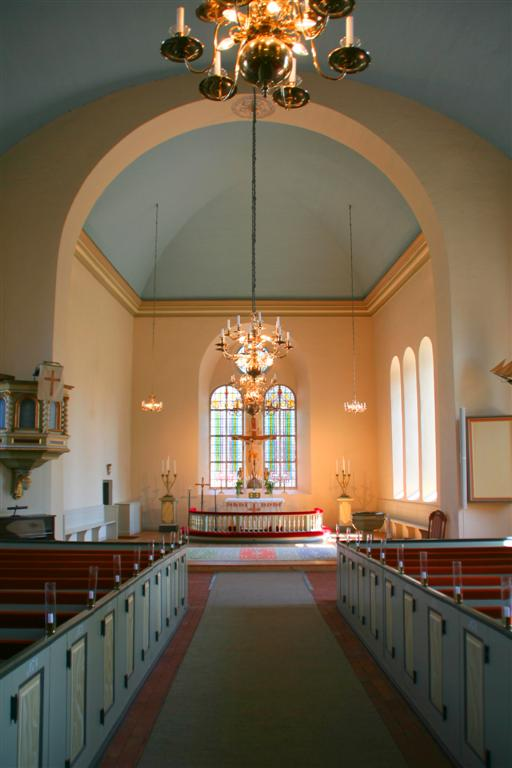
Interiör mot koret

### Marstrands gravkapell
Marstrands gravkapell är ett mindre kapell på Koön som används vid begravningar.

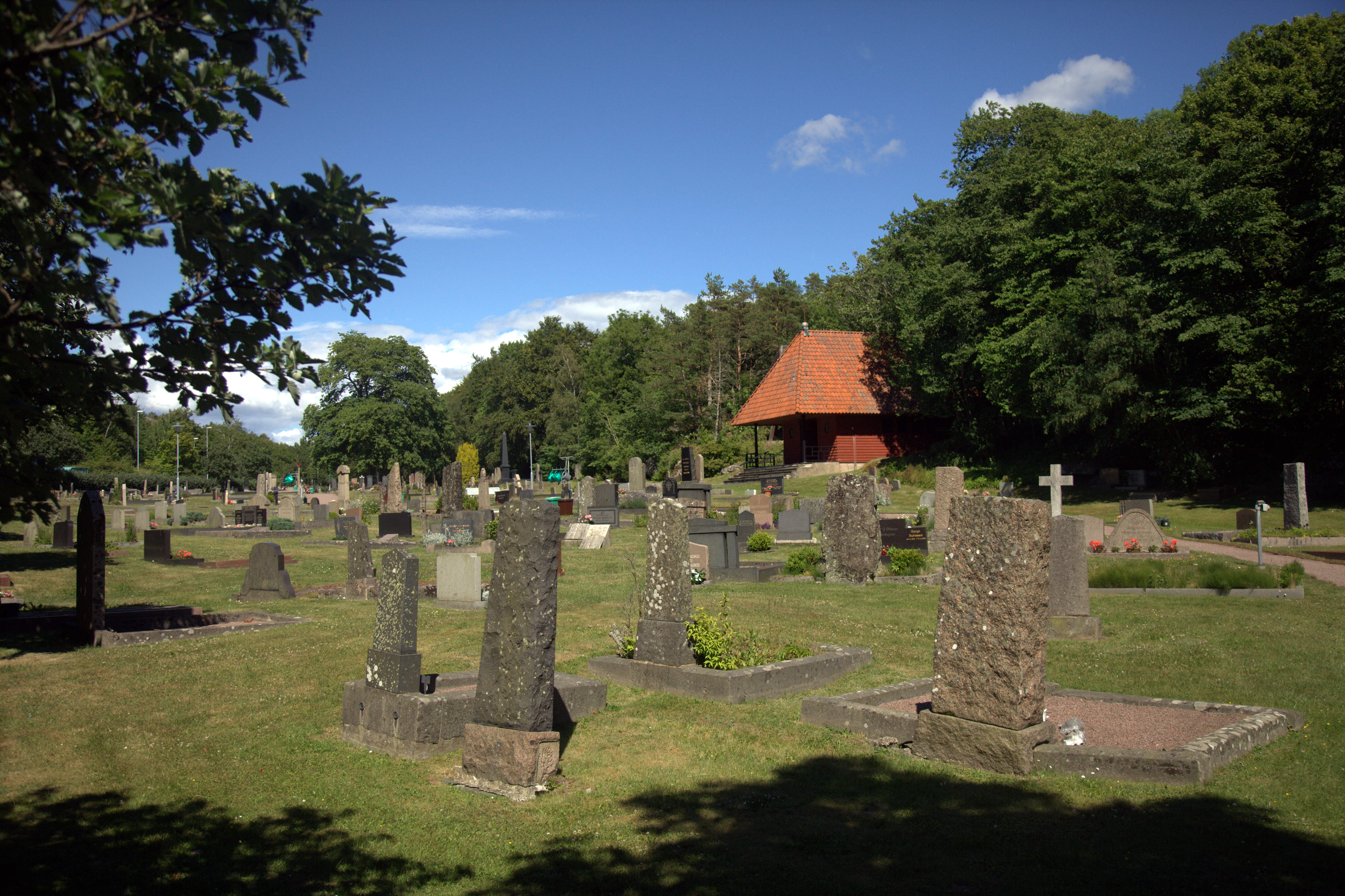
Kyrkogården på Koön.
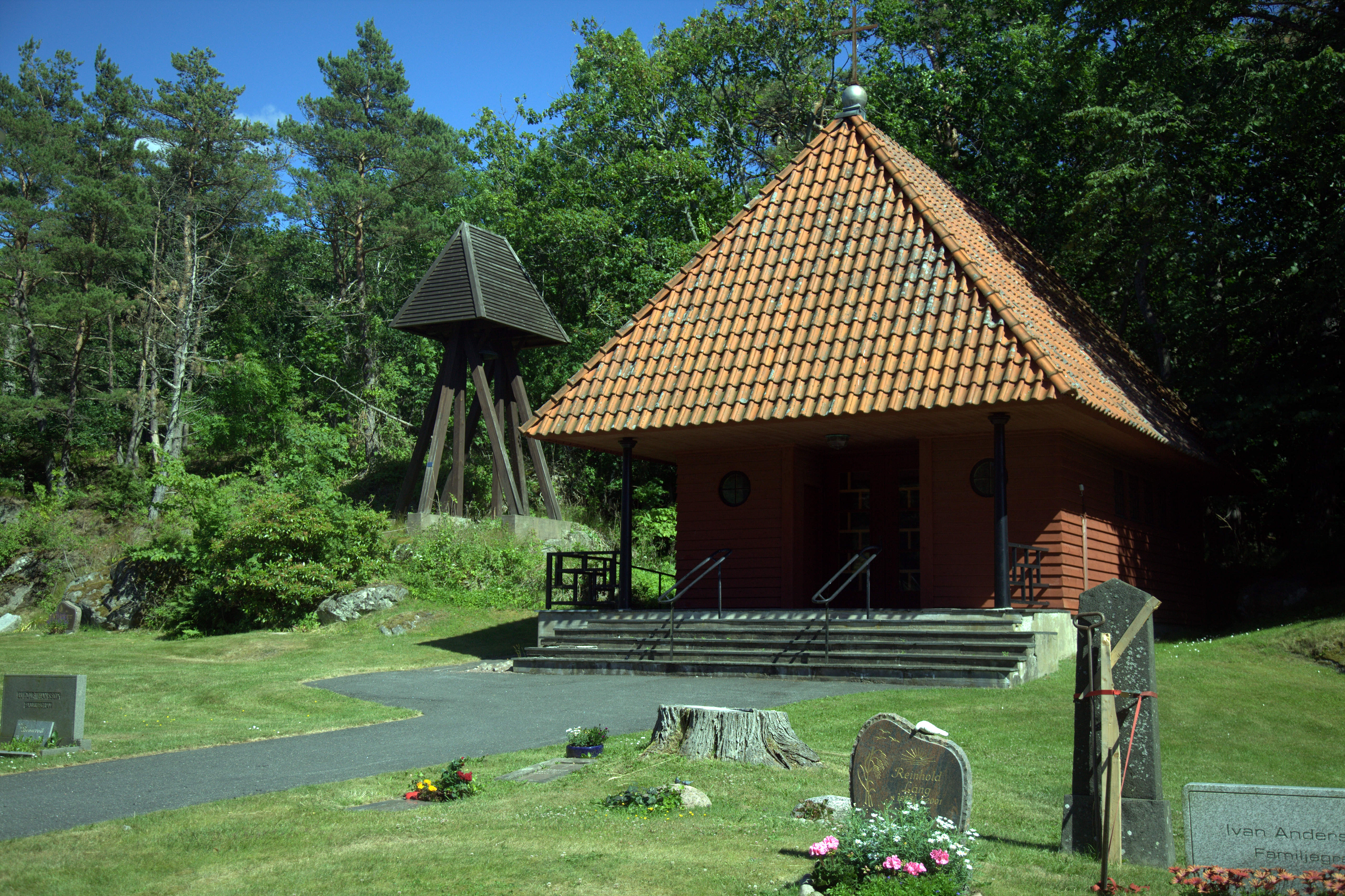
Kapellet från sydväst.
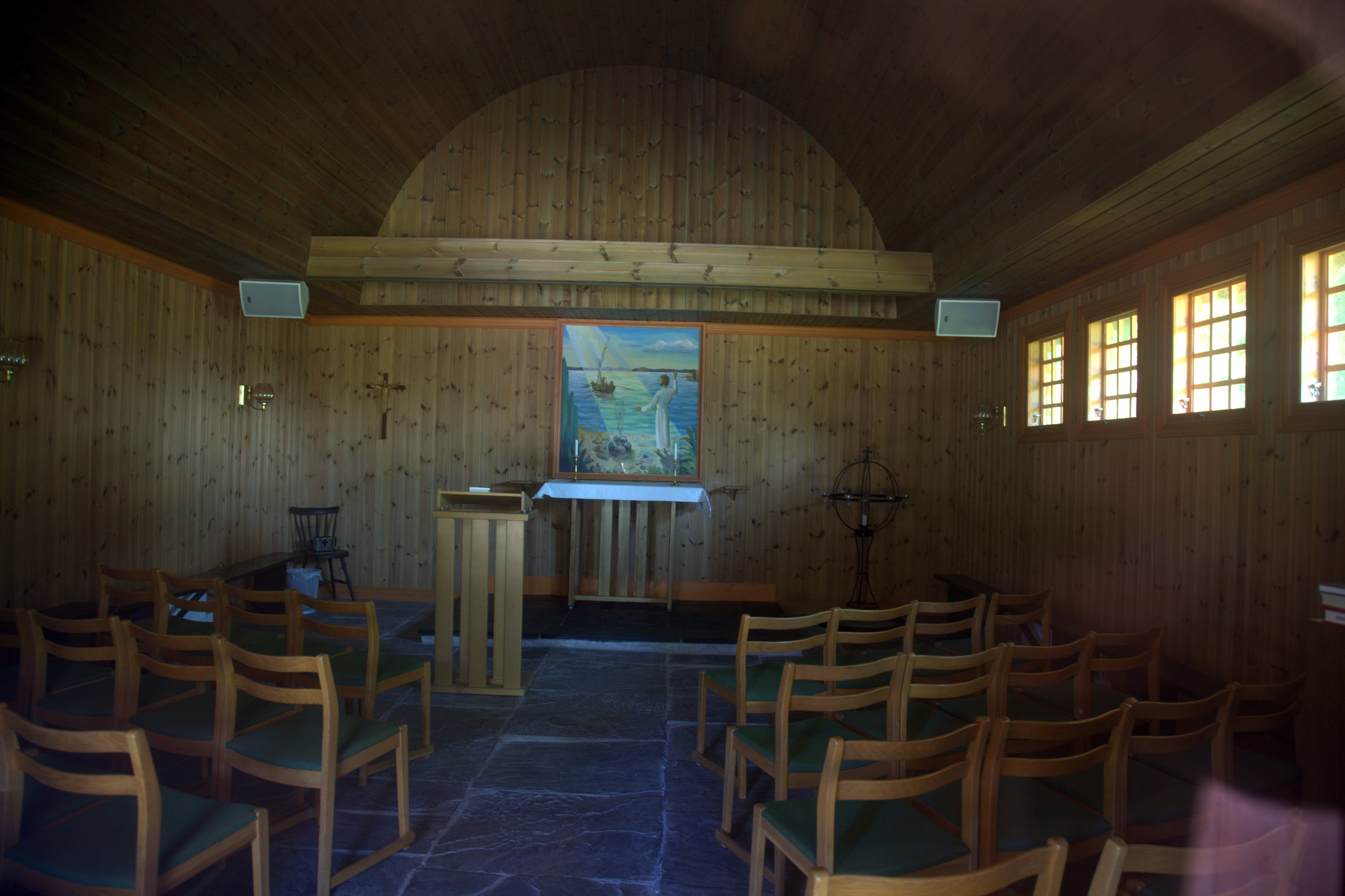
Interiör mot koret

### Marstrands prästgård
Marstrands prästgård fungerar som församlingsgård där det hålls olika aktiviteter.

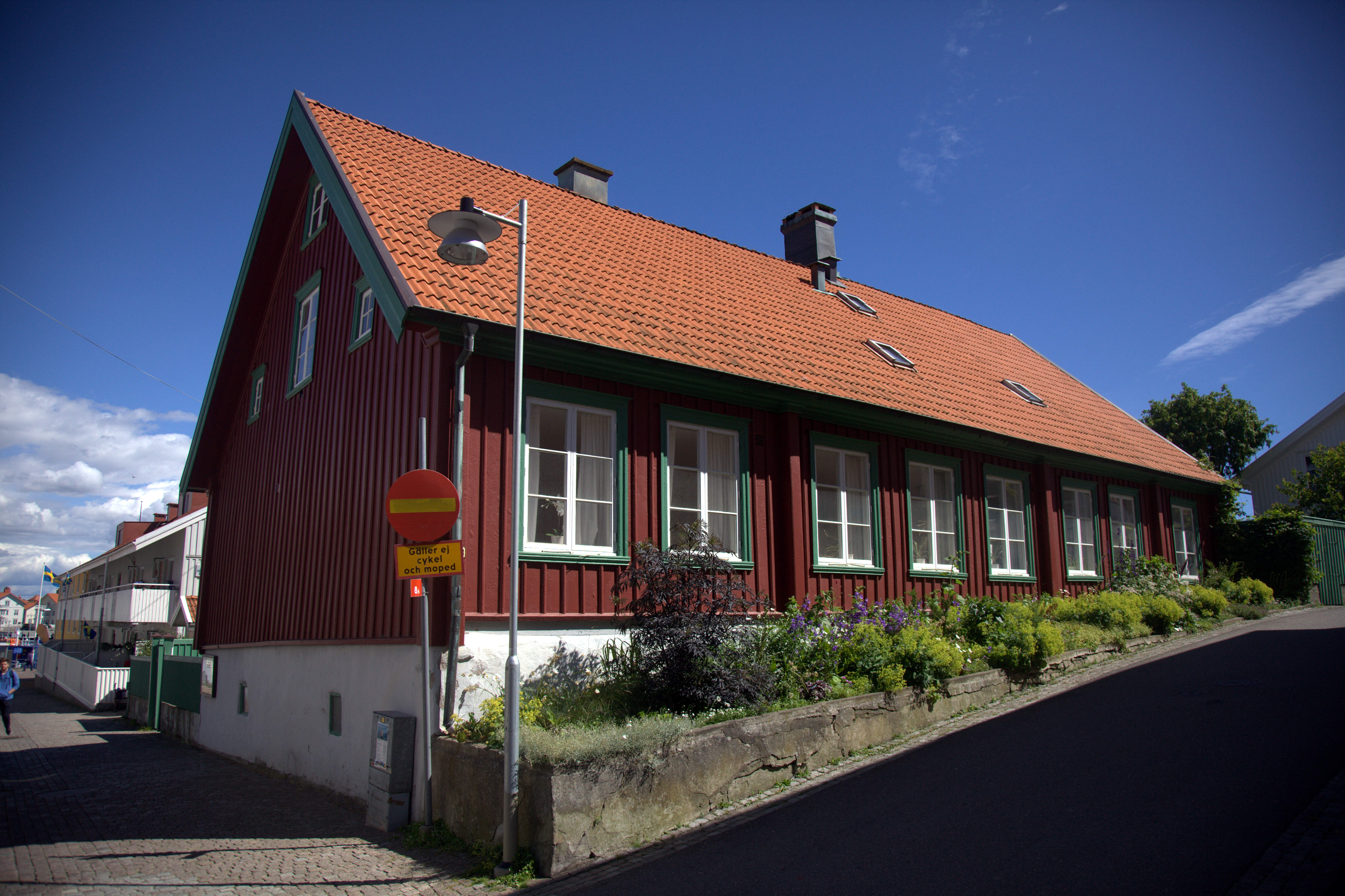
Marstrands prästgård med Hospitalsgatan till vänster där ingången är.

## Klockare och organister
| Ämbetstid | Namn                      | Levnadstid | Övrigt    |
| --------- | ------------------------- | ---------- | --------- |
| 1694–1709 | Rutiger Kuntz             |            | Klockare. |
| 1693–1696 | Anders Kuntz              |            | Organist. |
| 1715–1745 | Hindrik Kuntz             | 1673–1745  | Klockare. |
| 1720–1737 | Erik Sandelius            | 1693–1737  | Organist. |
| 1740–1749 | Johan Lindbom             | 1704–1749  | Organist. |
| 1749–1760 | Emanuel Brun              |            | Klockare. |
| 1760      | Erik Sandelius            |            | Organist. |
| 1785–1801 | Emanuel Askling (Achling) | 1735–      | Organist. |

### Fotnoter
1. ↑  Nationell Arkivdatabas Referenskod: SE/148203000.[källa från Wikidata]
2. ↑  Stift, kontrakt och pastorat i nummerordning med ingående församlingar 2020-01-01, SCB, läs online.[källa från Wikidata]
3. 1 2  Medlemmar i Svenska kyrkan i förhållande till folkmängd den 31.12.2019 per församling, kommun och län samt riket, Svenska kyrkan, läs online.[källa från Wikidata]
4. ↑  ”Förteckning (Sveriges församlingar genom tiderna)”. Skatteverket. 1989. http://www.skatteverket.se/privat/folkbokforing/omfolkbokforing/folkbokforingigaridag/sverigesforsamlingargenomtiderna/forteckning.4.18e1b10334ebe8bc80003999.html. Läst 17 december 2013.
5. 1 2 3 4  Svenska kyrkan. Marstrand Läst 2014-06-28
6. 1 2  Mantalslängder 1642-1820 Göteborgs och Bohus län 1669-1820 (O) 22 (1694) Sida: 623
7. 1 2  Mantalslängder 1642-1820 Göteborgs och Bohus län 1669-1820 (O) 24 (1696) Sida: 720
8. ↑  Mantalslängder 1642-1820 Göteborgs och Bohus län 1669-1820 (O) 34 (1709) Sida: 118
9. ↑  Mantalslängder 1642-1820 Göteborgs och Bohus län 1669-1820 (O) 36 (1715) Sida: 114
10. 1 2  Mantalslängder 1642-1820 Göteborgs och Bohus län 1669-1820 (O) 40 (1720) Sida: 133
11. 1 2  Mantalslängder 1642-1820 Göteborgs och Bohus län 1669-1820 (O) 53 (1734) Sida: 1034
12. 1 2  Riksgäldsarkiven Riksens ständers kontor Kammarkontoret GIo:1145 (1740) Sida: 465
13. 1 2  Riksgäldsarkiven Riksens ständers kontor Kammarkontoret GIo:1150 (1745) Sida: 412
14. 1 2 3  Marstrand (O) C:2 (1731-1769) Sida: 357, 370, 381
15. 1 2  Riksgäldsarkiven Riksens ständers kontor Kammarkontoret GIo:1154 (1749) Sida: 412
16. ↑  Riksgäldsarkiven Riksens ständers kontor Kammarkontoret GIo:1155 (1750) Sida: 425
17. 1 2  Riksgäldsarkiven Riksens ständers kontor Kammarkontoret GIo:1165 (1760) Sida: 379